# Liste des phares en Espagne
Liste des phares d'Espagne (sauf les phares des Îles Canaries et des Îles Baléares). Le listage est fait dans le sens inverse d'une montre, du Pays basque (Nord-ouest) à la Catalogne (Nord-est).
Les feux de navigation en Espagne sont sous la responsabilité de l'autorité portuaire nationale, Puertos del Estado, mais la plupart d'entre eux sont exploités et entretenus par des autorités portuaires régionales. 

## Pays basque

### Autorité portuaire dePasaia

Phare d'Arriluce (Getxo

- Phare du Cap Higuer
- Phare de la Plata
- Phare de Senokozulua
- Phare de Santa Clara
- Phare d'Igeldo
- Phare de Getaria
- Phare de Zumaia

### Autorité portuaire deBilbao
- Phare de Lekeitio
- Phare de Matxitxako
- Phare de Gorliz
- Phare de Punta Galea
- Phare d'Arriluze (Inactif)

## Cantabrie

### Autorité portuaire deSantander
- Phare de Castro-Urdiales

Phare de Cabo Mayor

- Phare de Punta del Caballo (Inactif)
- Phare de Punta del Pescador
- Phare du Cap d'Ajo
- Phare de Mouro (Île de Mouro)
- Phare de la Cerda
- Phare de Cabo Mayor
- Phare de Suances
- Phare de Punta Silla

## Asturies

### Autorité portuaire deGijón

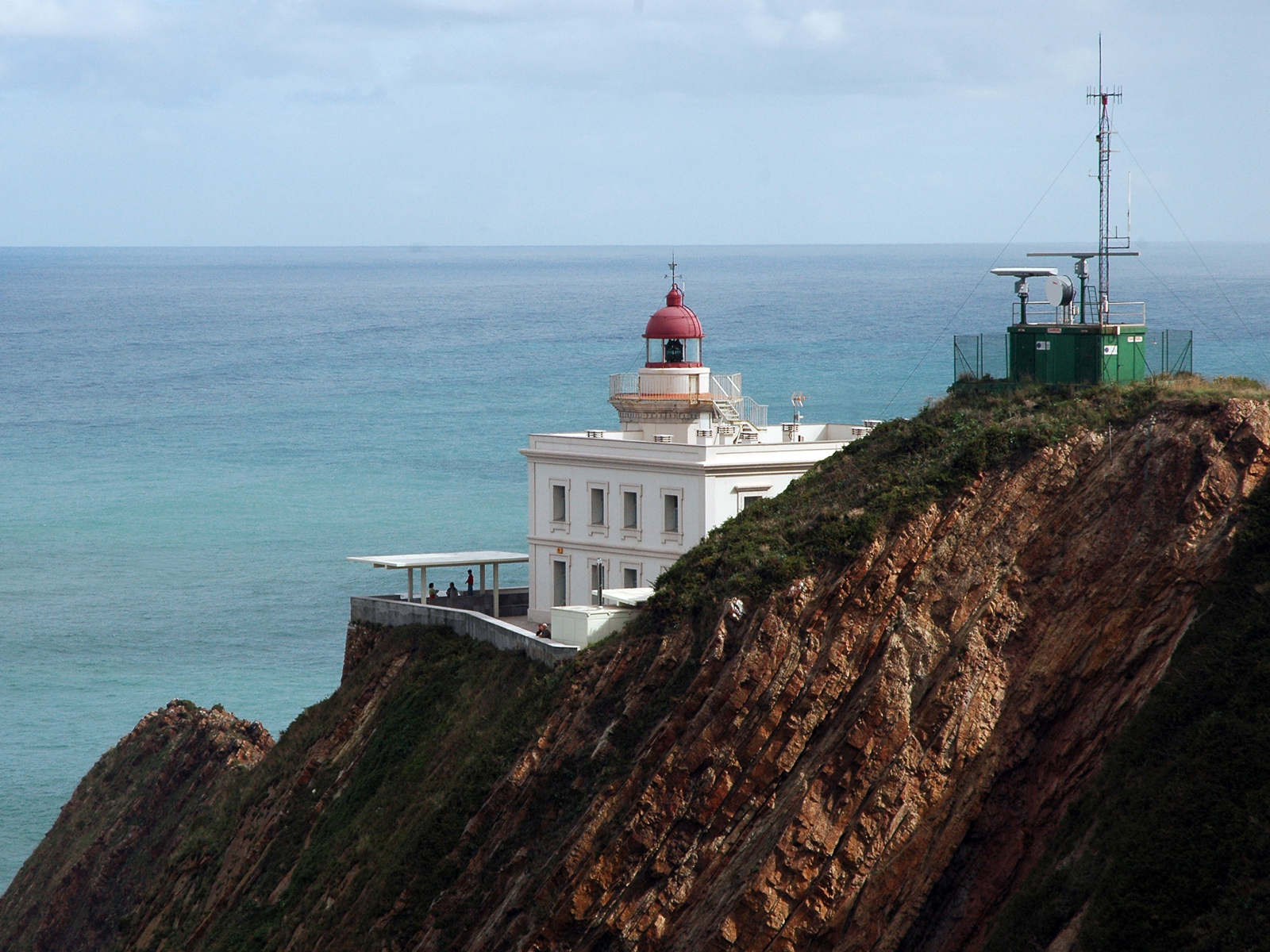
Phare de Torres

- Phare de San Emeterio
- Phare de Llanes
- Phare de Ribadesella
- Phare de Lastres
- Phare de Tazones
- Phare de Torres
- Phare de Candás
- Phare de Cabo Peñas

### Autorité portuaire d'Avilés

Phare de Aviles

- Phare d'Avilés
- Phare de San Esteban de Pravia
- Phare de Cudillero
- Phare de Cabo Vidío
- Phare de Cabo Busto
- Phare de Luarca
- Phare de Cabo San Agustín
- Phare de Tapia de Casariego

## Galice

### Autorité portuaire deFerrol
- Phare de l'île Pancha

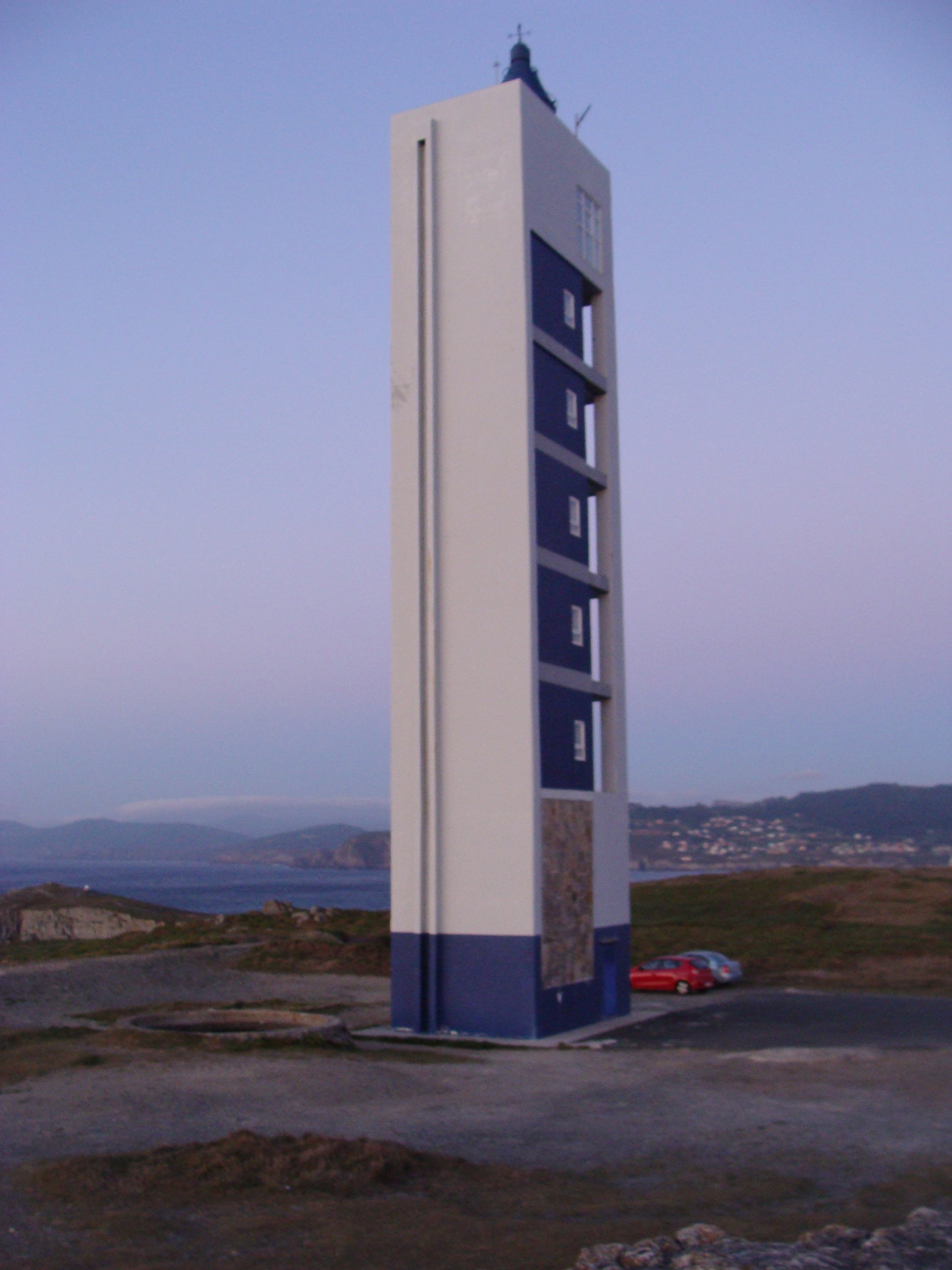
Phare de Punta Frouxeira

- Phare de Punta Atalaya (San Cibrao)
- Phare de Punta Roncadoira
- Phare de l'île Coelleira
- Phare de Estaca de Bares
- Phare du Cap Ortegal
- Phare de Punta Candelaria
- Phare de Punta Frouxeira
- Phare de Cabo Prior
- Phare de Cabo Prioriño Chico

### Autorité portuaire deLa Corogne

Phare de Cabo Villano

- Phare de Punta Mera
- Phare de San Antón
- Tour d'Hercule
- Phare des îles Sisargas
- Phare de Punta Nariga
- Phare de Cabo Roncudo
- Phare de Punta Laxe
- Phare de Cabo Villano
- Phare de Punta de la Barca
- Phare du Cap Touriñán
- Phare du Cap Finisterre
- Phare de Cabo Cee
- Phare des Îles Lobeiras ;

### Aurorité portuaire deVilagarcía de Arousa
- Phare de Punta Insua
- Phare de Monte Louro
- Phare de Rebordiño
- Phare de Corrubedo
- Phare de l'île de Sálvora
- Phare de l'île de La Rúa

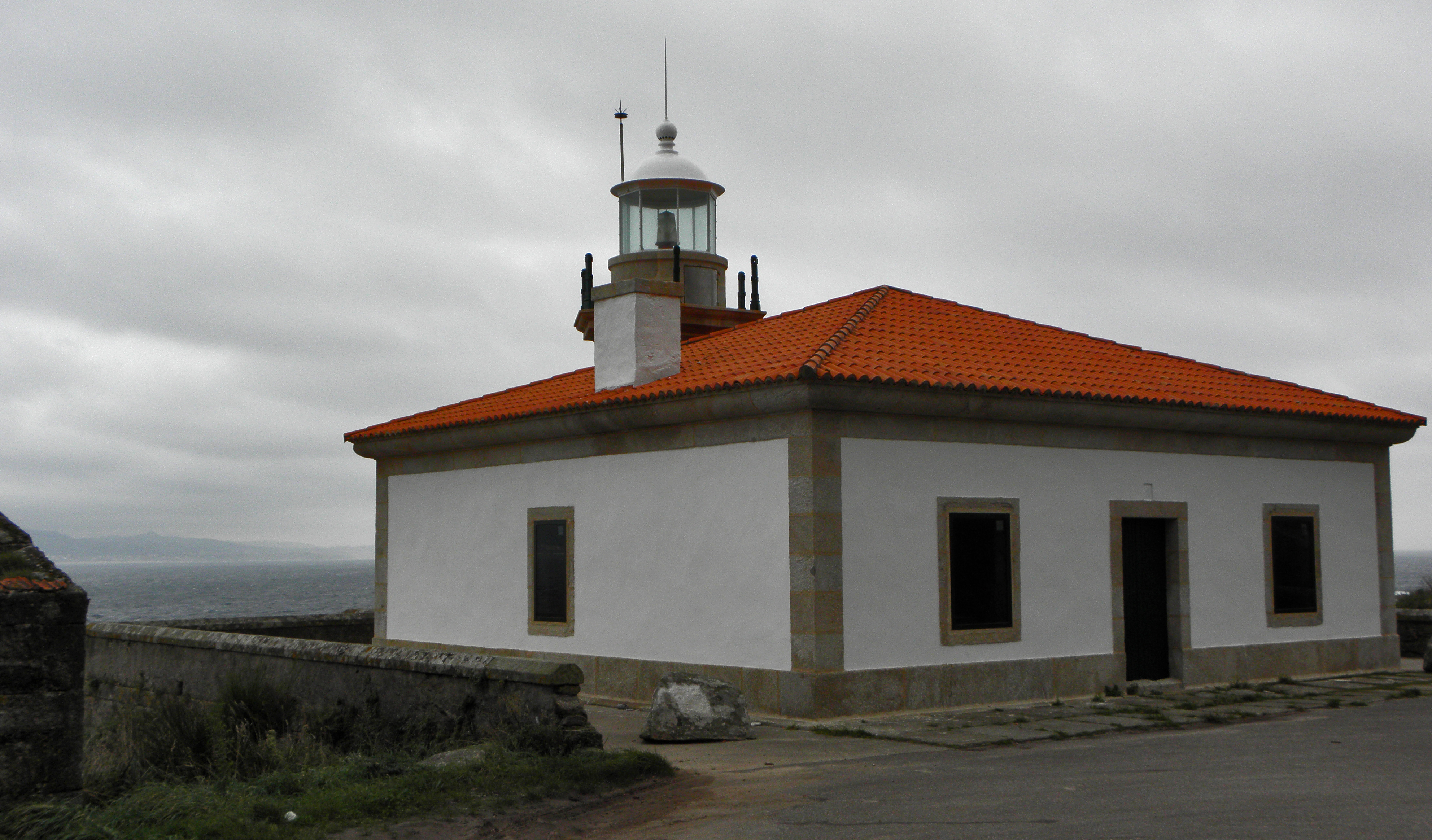
Phare de Monte Louro

- Phare de Punta Cabalo (Île d'Arousa)

### Autorité portuaire deMarín
- Phare de l'île de Ons
- Phare de l'île de Tambo
- Phare de Punta Couso

### Autorité portuaire deVigo
- Phare de Cabo Home
- Phare de Punta Subrido
- Îles Cies :
  - Phare de Monte Agudo
  - Phare de Monte del Faro
  - Phare de Punta Canabal
- Phare de La Guía
- Phare de Cabo Silleiro

## Andalousie

### Autorité portuaire deHuelva
- Phare de El Rompido (Cartaya)
- Phare de Punta del Picacho (Moguer)
- Phare de Matalascañas

### Autorité portuaire de labaie de Cadix
- Phare de Rota

Phare de Rota

- Phare de Castillo de San Sebastián (Cadix)
- Phare de Sancti Petri
- Phare de Roche
- Phare de Trafalgar
- Phare de Barbate

### Autorité portuaire deSéville
- Phare de Chipiona
- Phare de San Jerónimo (Inactif)

### Autorité portuaire de labaie de Gibraltar
- Phare de Camarinal
- Phare de Punta de Tarifa
- Phare de Punta Carnero
- Phare de Isla Verde (Inactif)
- Phare de Punta Carbonera

### Autorité portuaire deMálaga

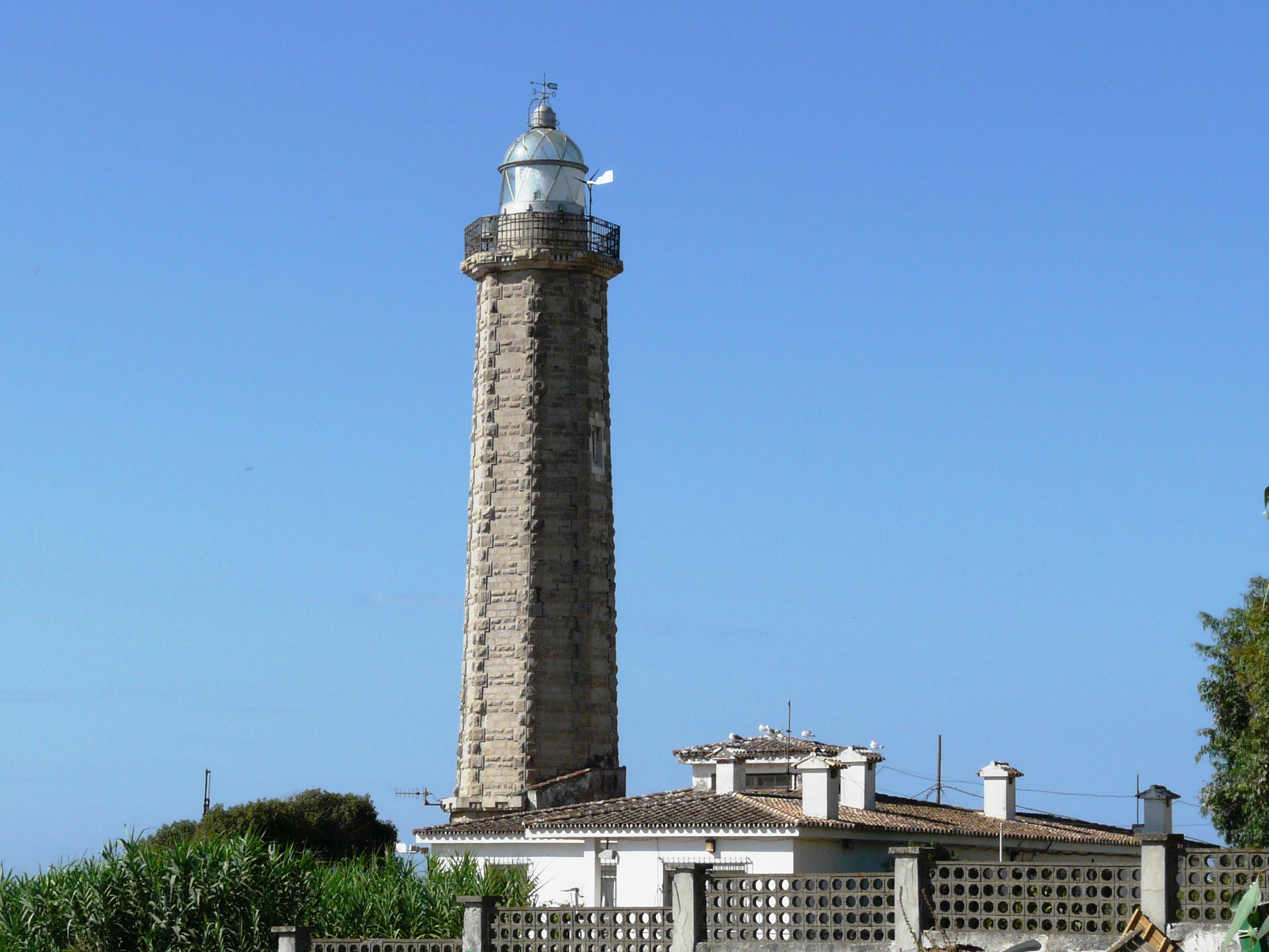
Phare de Punta Doncella

- Phare de Punta Doncella
- Phare de Marbella
- Phare de Calaburras
- La Farola de Málaga
- Phare de Torre del Mar
- Phare de Torrox
- Phare d'Alborán (Île d'Alborán)

### Autorité portuaire deMotril
- Phare de La Herradura
- Phare de Cabo Sacratif
- Phare de Castell de Ferro

### Autorité portuaire d'Almería
- Phare de Adra
- Phare de Punta de los Baños
- Phare de Sabinal

Phare de Cabo de Gata

- Phare de Roquetas de Mar (Inactif)
- Phare de San Telmo
- Phare de Cabo de Gata
- Phare de Punta de la Polacra
- Phare de Mesa Roldán
- Phare de Garrucha

## CeutaetMelilla(Plazas de soberanía)

### Autorité portuaire deCeuta
- Phare de Punta Almina

### Autorité portuaire deMelilla

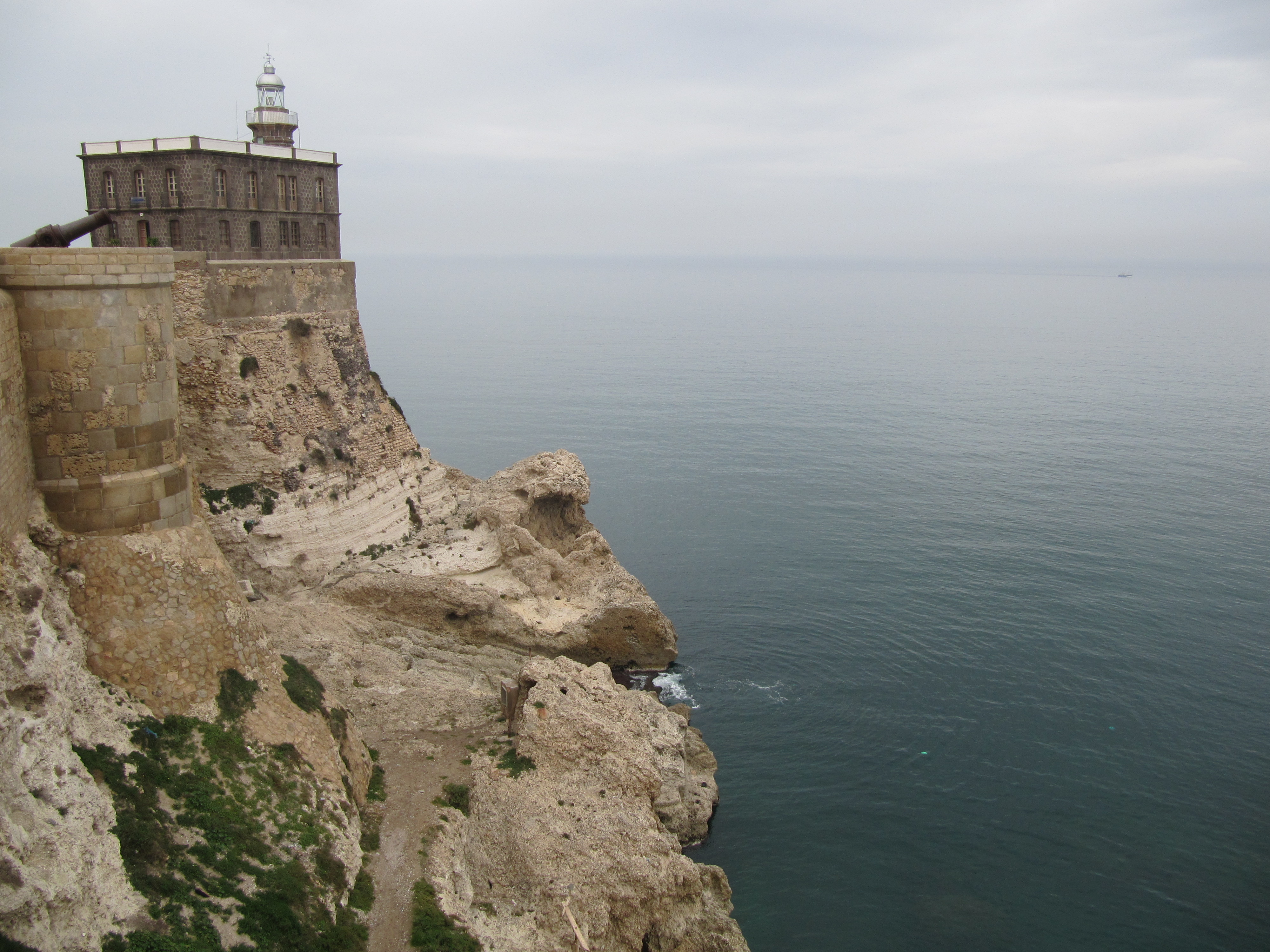
Phare de Melilla

- Phare de Peñón de Vélez de la Gomera
- Phare de Melilla
- Phare du port de Melilla
- Phare de l'Île Isabelle II (Îles Zaffarines)

## Région de Murcie

### Autorité portuaire deCarthagène
- Phare d'Águilas
- Phare de Mazarrón
- Phare de Cabo Tiñoso
- Phare de Navidad
- Phare de La Curra
- Phare d'Escombreras
- Phare de Portmán (La Unión)
- Phare de Las Hormigas
- Phare de Cabo de Palos

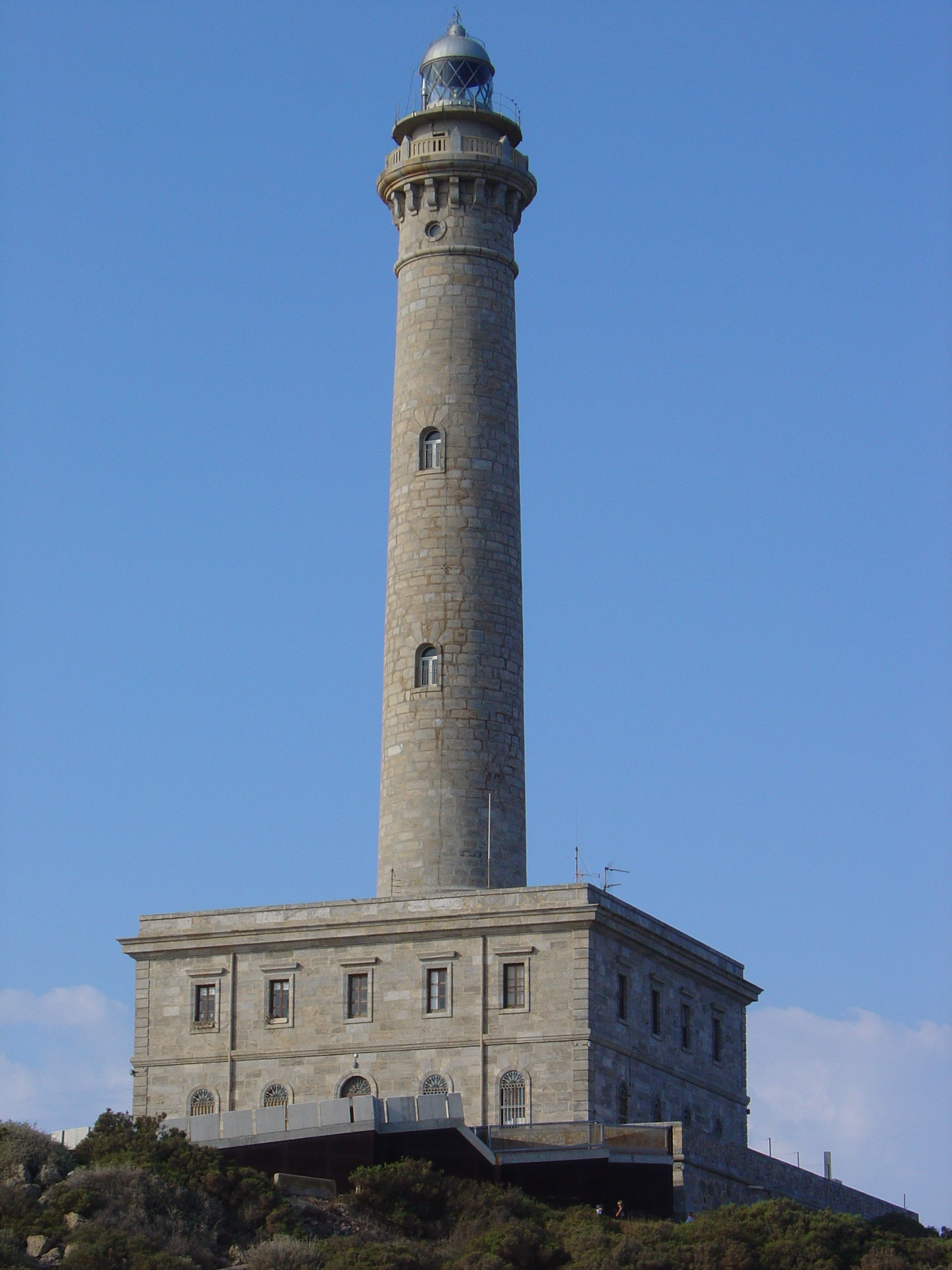
Phare de Cabo de Palos

- Phare de El Estacio (La Manga del Mar Menor)

## Communauté valencienne

### Autorité portuaire d'Alicante

Phare du Cap de la Nao

- Phare de Tabarca
- Phare de Santa Pola
- Phare de Cabo de la Huerta

- Phare de Punta Albir
- Phare du Cap de la Nao
- phare du cap de San Antonio

### Autorité portuaire deValence
- Phare de Cullera
- Phare de Valence
- Phare de Cabo Canet

### Autorité portuaire deCastellón de la Plana

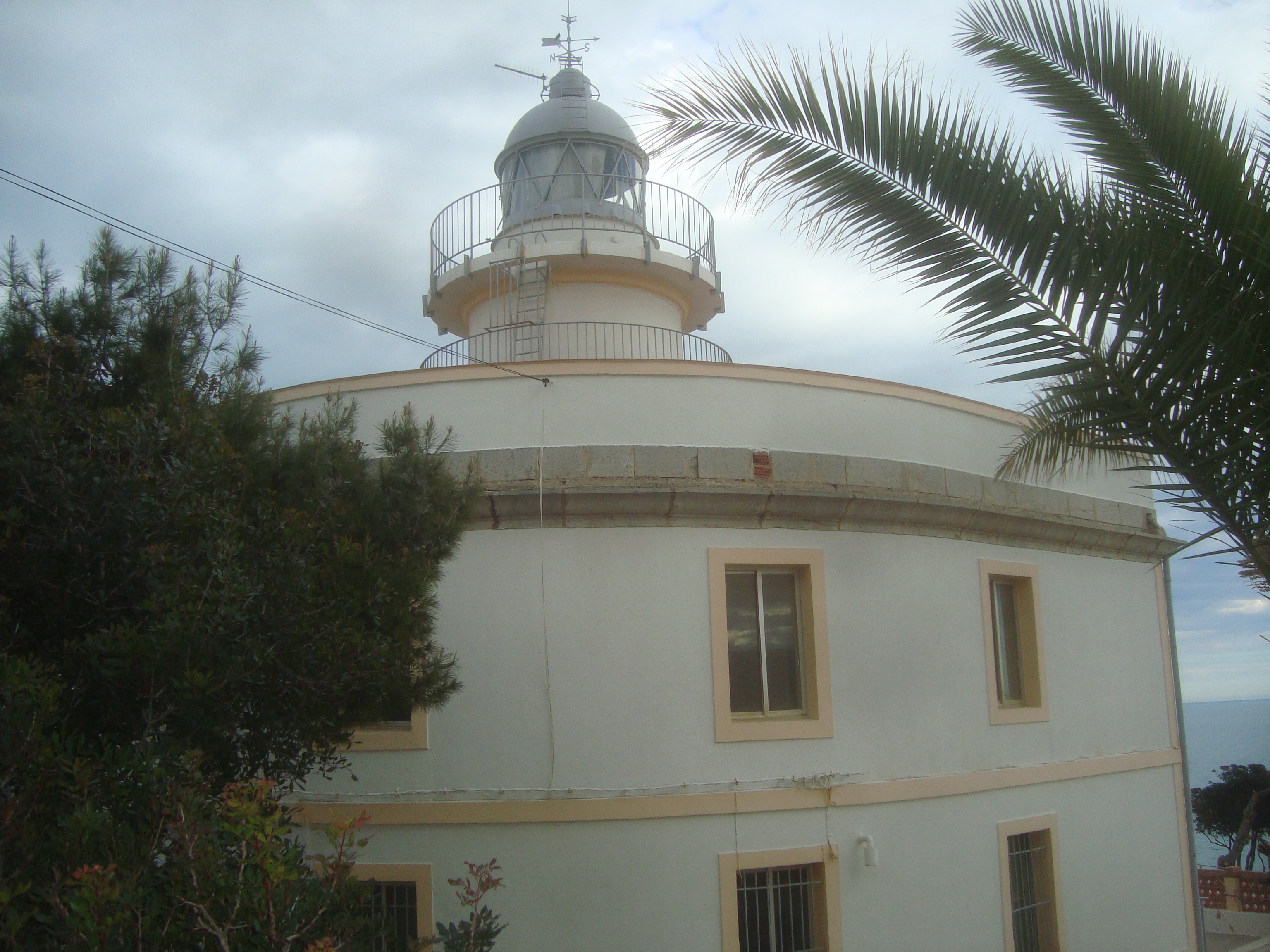
Phare d'Orpesa (Castellón).

- Phare d'Orpesa (Castellón).Phare de Nules
- Phare de Castellón
- Phare des îles Columbretes
- Phare d'Orpesa
- Phare d'Irta
- Phare de Peñíscola

## Catalogne

### Autorité portuaire deTarragone

Phare de Sant Carles de la Ràpita

- Phare de la Banya
- Phare de Sant Carles de la Ràpita
- Phare de Buda (disparu)
- Phare de Tortosa
- Phare de Tarragone
- Phare El Fangar
- Phare de Salou
- Phare de Torredembarra

### Autorité portuaire de Barcelone

Phare de Punta s'Arnella

- Phare de Sant Cristòfol (Vilanova i la Geltrú)
- Phare de Llobregat
- Phare de Montjuïc
- Torre del Rellotge
- Phare de Calella
- Phare de Tossa
- Phare de Palamós
- Phare de Sant Sebastià
- Phare de la Meda
- Phare de Roses
- Phare de Calanans
- Phare du Cap de Creus
- Phare de s'Arnella

## Îles Canaries
- Liste des phares des îles Canaries

## Îles Baléares
- Liste des phares des îles Baléares